# 洪浩人
洪浩人（1973年1月24日—2017年1月3日），原名洪佩臻，為台灣的棒球選手之一，曾經效力於中華職棒味全龍隊，守備位置為投手，2017年1月3日因肝癌逝世，享年43歲。

## 經歷
- 嘉義縣朴子國小少棒隊
- 屏東縣美和中學青少棒隊
- 屏東縣美和中學青棒隊
- 陸光棒球隊
- 俊國建設棒球隊（業餘甲組）
- 味全龍隊練習生
- 中華職棒味全龍隊 （1996年～1997年）
- 臺北市大理高中青少棒隊總教練
- 台灣之星棒球隊（業餘乙組）
- 養工處棒球隊
- 敏通棒球隊
- 台北市社子國小少棒隊教練

## 職棒生涯成績
| 年度   | 球隊   | 出賽 | 勝投 | 敗投 | 中繼 | 救援 | 完投 | 完封 | 四死 | 三振 | 責失 | 投球局數 | 防禦率 |
| ------ | ------ | ---- | ---- | ---- | ---- | ---- | ---- | ---- | ---- | ---- | ---- | -------- | ------ |
| 1996年 | 味全龍 | 23   | 2    | 0    | 0    | 0    | 0    | 0    | 28   | 21   | 33   | 47.1     | 6.27   |
| 1997年 | 味全龍 | 15   | 0    | 0    | 0    | 0    | 0    | 0    | 9    | 18   | 26   | 30.2     | 7.63   |
| 合計   | 2年    | 38   | 2    | 0    | 0    | 0    | 0    | 0    | 37   | 39   | 59   | 78.0     | 6.81   |

## 特殊事蹟
- 1996年3月31日中職初登場，在立德棒球場出戰三商虎隊，中繼2局被擊出3支安打無失分，無關勝敗。
- 1996年6月11日中職初先發，在台北市立棒球場出戰統一獅隊，僅投1局被擊出3支安打，掉2分有1分責失。退場後球隊在第2局連得3分超前，無關勝敗。
- 1996年8月6日在新竹棒球場出戰統一獅隊，先發五局只被擊出兩支零星安打，獲得職棒生涯的首勝。

## 外部連結
- 洪浩人在台灣棒球維基館上的頁面（繁體中文）
- 球員資訊和成績在中華職棒官網（中文）